# Cervus canadensis nannodes
Lo wapiti di Tule o wapiti nano (Cervus canadensis nannodes) è un mammifero erbivoro della famiglia dei cervidi. È una sottospecie di wapiti (Cervus canadensis). Vive soltanto in California.

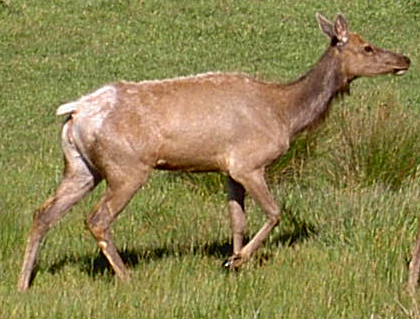
Femmina

## Nome
Il nome della sottospecie deriva dalla tule di cui si nutre, che cresce nelle paludi. I primi coloni che incontrarono esemplari di questi cervidi, viste le dimensioni, pensarono si trattasse di alci, infatti ancora oggi il termine inglese per definirli è Tule elk, in italiano, come per tutti i cervidi nordamericani, si è soliti utilizzare, il termine derivato dalla lingua shawnee, ossia waapiti ("sedere bianco"). Pur essendo di notevoli dimensioni, si tratta del più piccolo wapiti, da ciò deriva l'altro nome comune di wapiti nano.

## Estinzione e ripopolazione
Quando gli Europei arrivarono nel continente, si stima che esistessero 500.000 esemplari nella regione, ma dal 1870, durante la corsa all'oro californiana, furono oggetto di un'intensa caccia, che portò alla quasi estinzione della specie. Tuttavia, negli anni 1874-1875 una coppia di esemplari venne scoperta nelle paludi del Buena Vista Lake nel sud della Valle di San Joaquin. Severe misure per la conservazione della specie furono introdotte negli anni 1970. Oggi, la popolazione totale supera i 4000 capi.

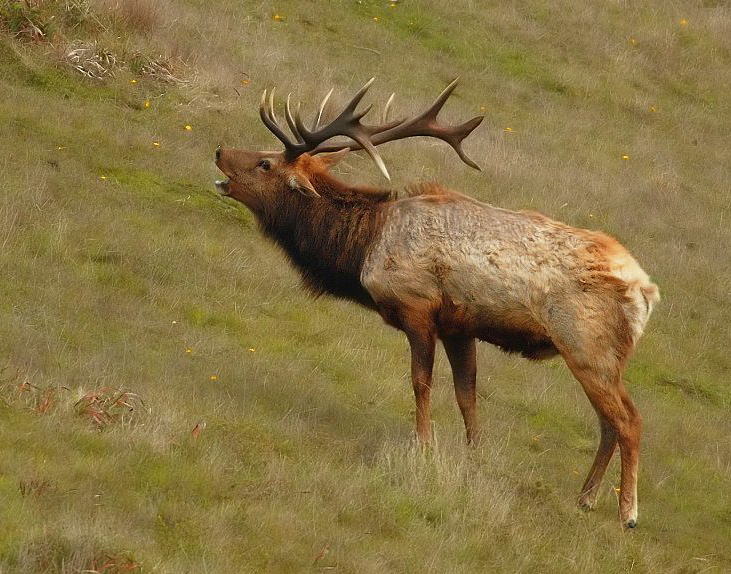
Maschio che lancia il richiamo sessuale.

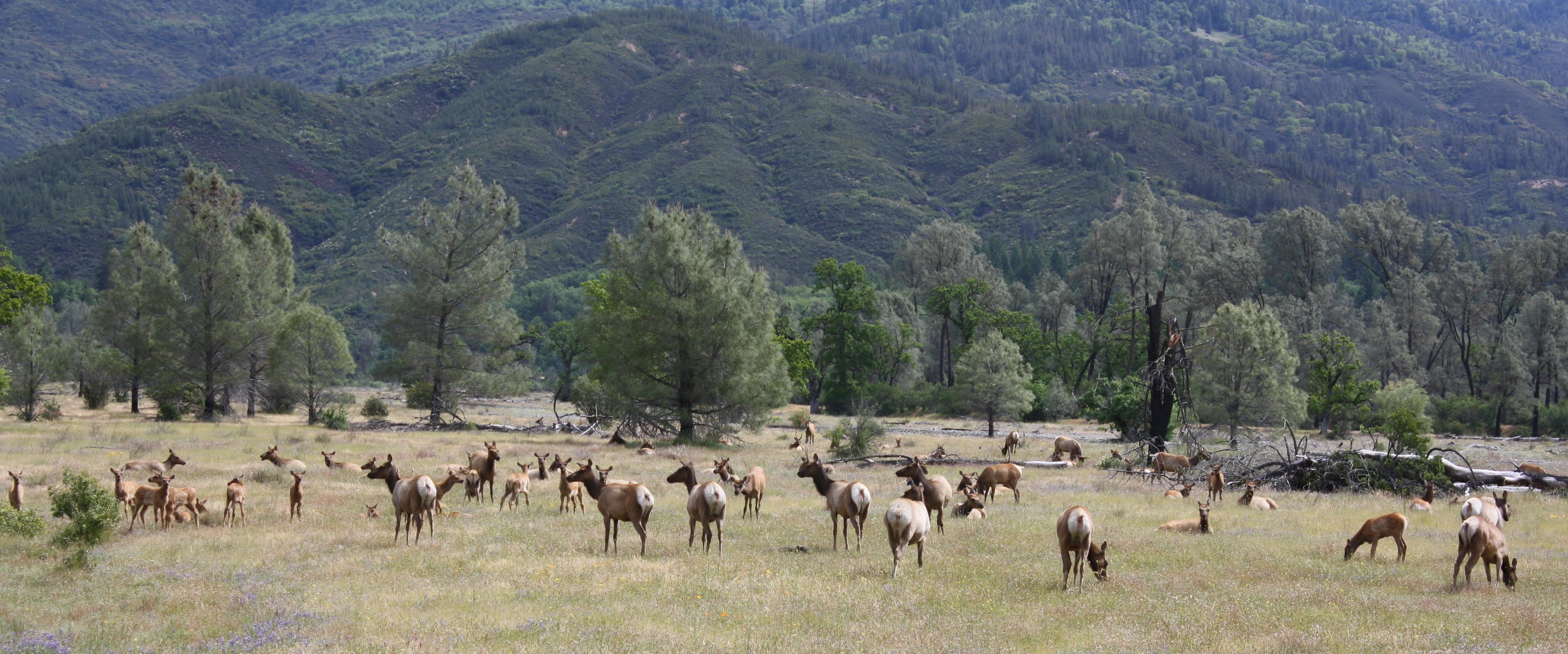
Branco nelle vicinanze del Lake Pillsbury nella Contea di Lake (California)